# Будимир (име)
Будимир је мушко име словенског поријекла.

## Значење и поријекло
Прастаро словенско је име. Сложено је од основа са значењем "будити" + "мир". Односи се на онога који чува, буди мир. У најранијим историјским изворима помиње се Будимир, краљ балканских српских Словена са почетка осмог вијека назван још и Светопелек у значењу "дијете светог повоја".

## Изведена имена
Изведена имена су: Буда, Буде, Будимира, Будимирка и Будимка.